# 춤추는 베이징

춤추는 베이징(舞动的北京)

중국 도장, 춤추는 베이징(중국어: 中國印, 舞动的北京 중국인, 무동적북경[*], 보통 춤추는 베이징)은 2008년 하계 올림픽의 공식 휘장(엠블럼) 이름이다. 이 올림픽은 중화인민공화국 베이징에서 열렸다. 이 엠블럼은 2003년 8월 3일 엠블럼 공개식에서 공개되었다. 엠블럼 공개식은 톈탄(중국어: 天坛 천단[*])공원 치녠뎬(중국어: 祈年殿 기년전[*])에서 2008명의 참석자가 참석한 가운데 열렸다.
이 엠블럼은 중국의 문화의 여러 요소들을 표현하고 있다. 전통적인 붉은색 도장으로 찍은 듯한 그림이 제일 윗부분에 위치하고, "Beijing 2008"이라는 문구가 그 아래, 올림픽 오륜이 제일 아래에 위치한다. 도장으로 찍은 듯한 그림 부분은 한자 서울 경(京) 자를 예술의 수법으로 과장 변형하여 중국상형문자처럼 표현하였다. 그 부분은 혹은 한자 글월 문(文)자를 닮았는데, 춤추는 사람모양으로 보이기도 하며, 그 굴곡은 용의 꿈틀거림 같기도 하다. 이 그림은 결승선을 막 통과하는 달리기 선수의 모습을 닮았다. 또한, 앞을 향해 달리거나 춤추는 모습으로 승리를 맞이하는 선수들의 모습을 닮았다. 양 팔을 벌리고 있는 것은 중국으로 전 세계를 불러 모아 중국의 문화를 함께 나누자는 뜻의 상징이기도 하다. 휘장의 주조색인 "붉은색"은 중국의 전통적인 길상 색상이기도 하다.

## 엠블럼 공개식
국제올림픽위원회 위원장 자크 로게는 엠블럼 공개식 때 다음과 같이 연설하였다.  "베이징 올림픽의 새 엠블럼은 중국의 아름다움과 힘을 잘 전달하고 있습니다. 이것들은 중국 역사 전통과 사람들 속에 묻어나고 있는 것들입니다." "이 휘장 안에서, 저는 새로운 베이징과 위대한 올림픽의 가능성을 보았습니다. 오늘 행사는 올림픽 장정에 있어서 하나의 이정표입니다. 이 새 엠블럼이 전 세계에 알려지고, 베이징 올림픽의 중심 부분에 설 때, 올림픽 역사상 가장 뛰어나고 심오한 상징 중 하나인 이 엠블럼이 위업을 달성할 것이라고 우리는 확신합니다."

## 온라인 패러디
중국 인터넷 이용자들은 "중국 도장, 춤추는 베이징"을 화장실 표식판 등 여러 가지로 패러디하고 있다. 그리고 인터넷 이용자들은 총에 맞은 사람으로 패러디하고 있다. 베이징올림픽조직위원회(BOCOG)는 이러한 패러디를 올림픽 정신 훼손이라고 비난하고 패러디 행위를 엄중 처벌할 것이라고 발표하였다.